# Freeport (Nueva York)
Freeport es una villa ubicada en el condado de Nassau en el estado estadounidense de Nueva York. En el año 2000 tenía una población de 43.783 habitantes y una densidad poblacional de 3.680,1 personas por km².

## Geografía
Freeport se encuentra ubicada en las coordenadas 40°39′14″N 73°35′13″O / 40.65389, -73.58694. Según la Oficina del Censo, la ciudad tiene un área total de 12,5 km² (4,8 mi²), de la cual 11,9 km² (4,6 mi²) es tierra y 0,6 km² (0,2 mi²) (4.80%) es agua.

## Demografía
Según la Oficina del Censo en 2000 los ingresos medios por hogar en la localidad eran de $55,948, y los ingresos medios por familia eran $61,673. Los hombres tenían unos ingresos medios de $37,465 frente a los $31,869 para las mujeres. La renta per cápita para la localidad era de $21,288. Alrededor del 10.6% de la población estaban por debajo del umbral de pobreza.